# 握奇经
《握奇经》是中国古代一部专讲阵法的军事著作。

## 题解
《握奇经》又称《风后握奇经》、《握机经》、《幄机经》。旧题经文为黄帝的大臣风后所写，周朝的姜太公加以引申，汉朝的公孙弘注解。一般书后还附有佚名的《握奇经续图》和题为晋朝的马隆所述的《八阵图总述》。此书的真实作者和成书年代，难以详考，历来众说纷纭。书中开篇说：“经曰：八阵，四为正，四为奇，余奇为握奇。或总称之。”此为该书名称的由来。

## 影响
清代学者、政治人物张琦曾为该书做注解，在担任山东定陶县知县期间以此影响当地民风，后使该地成为义和团的发源地。

## 评价
《握奇经》主要论述古代八阵的组合与运用，用五行和八卦的思想来理解和阐释八阵，并以奇正之说来讨论八阵的战术变化。

## 版本
- 《说郛》丛本
- 《续百川学海》丛本
- 《小十三经》丛本
- 《津逮秘书》丛本
- 《唐宋丛书》本
- 《四库全书》本

## 参看
- 八阵
- 五行
- 八卦